# Vườn quốc gia Madidi
Madidi (phát âm tiếng Tây Ban Nha: [maˈðiði]) là Vườn quốc gia phía trên lưu vực Amazon ở Bolivia. Được thành lập năm 1995, Vườn có diện tích 18.958 dặm vuông.